# Sânpaul (Cluj)
Sânpaul (in passato Sânpaul Unguresc, in ungherese Magyarszentpál) è un comune della Romania di 2 549 abitanti, ubicato nel distretto di Cluj, nella regione storica della Transilvania.
Il comune è formato dall'unione di 6 villaggi: Berindu, Mihăiești, Sânpaul, Sumurducu, Șardu, Topa Mică.
Di un certo interesse è la chiesa lignea Sf. Treime, costruita nel 1722 e contenente un ciclo di dipinti del 1788.
Già comune ungherese, Sânpaul ha dato i natali, nel 1642, a Miklós Bethlen, scrittore ed uomo politico ungherese, morto in esilio a Vienna nel 1716.